# متنزه بحيرة جيلبرت الحكومي
تبلغ مساحة متنزّه بحيرة جيلبرت الحكومي 1,584 أكر (6.41 كـم2) متنزّه الولاية في مقاطعة أوتسيغو، نيويورك، الولايات المتحدة. يقع معظم المتنزّه في بلدة نيو لشبونة، في سفوح جبال كاتسكيل شرق مجتمع نيو لشبونة وشمال أونيونتا. تقع بحيرة جيلبرت ليك وبحيرة توين فاونس داخل المتنزّه.

## تاريخ
كان متنزّه بحيرة جيلبرت الحكومي من أوائل المتنزّهات التي طورتها ولاية نيويورك في وسط نيويورك. بدأ الاستحواذ على الأرض لمتنزّه بحيرة جيلبرت الحكومي، التي تقع على أراضي كانت تستخدم سابقًا لإنتاج الأخشاب، في أكتوبر 1926. بدأ تطوير الحديقة بعد ذلك بوقت قصير، وتم تسريع ذلك بوجود معسكر لفيلق الحفظ المدني بين عامي 1933 و 1941. قام مجلس التعاون الجمركي بمهام التحسين المختلفة، بما في ذلك بناء العديد من الكبائن، وبناء السدود، وإنشاء ملجأ للحياة البرية، وسن السيطرة على التعرية، وبناء شبكة من الطرق والممرات.

## وصف المتنزّه
يوفر المتنزّه شاطئًا، ومقطورة قوارب واستئجارًا للقوارب، وكابينة ومخيمًا وقرص جولف، والصيد وصيد الأسماك، والمشي لمسافات طويلة وركوب الدراجات، وطاولات النزهة، والأجنحة، ومتحفًا، ومسارًا طبيعيًا، وملعبًا، وبرامج ترفيهية وتزلج على الجليد وعبورًا - تزلج على الجليد، وامتياز غذاء.
يشمل المتنزّه على متحف هيئة المحافظة المدنية في ولاية نيويورك ،  والذي يتميز بتذكارات، وصور فوتوغرافية، ومواد مطبوعة ومعروضات حول أعمال فيلق الحفظ المدني في المتنزّه وفي المتنزّهات الأخرى في نيويورك والولايات المتحدة.

## روابط خارجية
- New York State Parks: Gilbert Lake State Park